# 진펑구

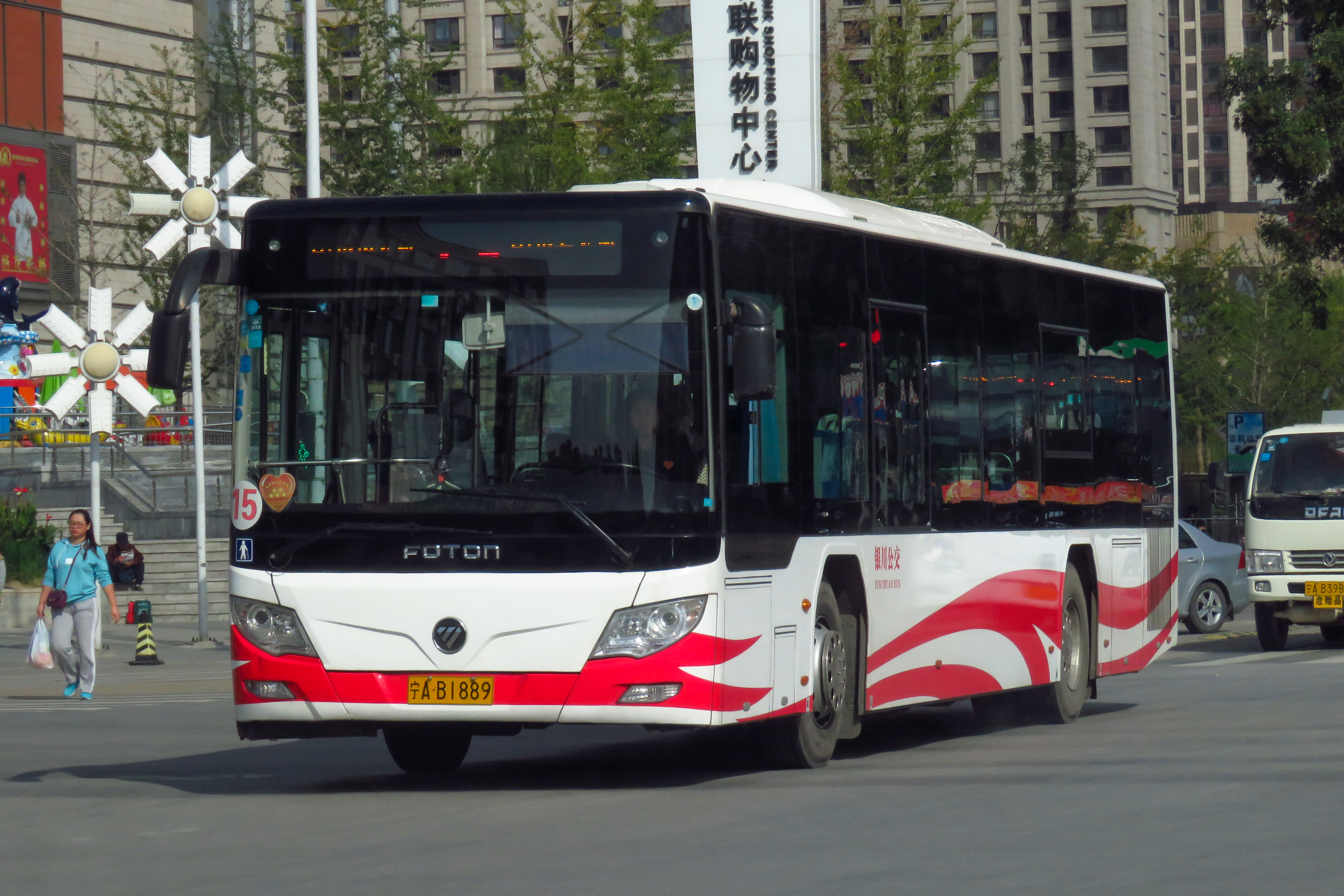

진펑구(한국어: 금봉구, 중국어: 金凤区, 병음: Jīnfèng Qū)는 중국 닝샤 후이족 자치구 인촨 시의 현급 행정구역이다. 넓이는 347km2이고, 인구는 2007년 기준으로 160,000명이다.
진펑은 최근에 산업이 발전하였다. 구의 산업은 신재료 공업단지, 신첨단기술 공업단지, 전문의약 공업단지와 종합공업단지로 나뉜다. 구는 인촨의 산업 경제의 핵심 중 하나이다. 2006년에 인촨 시 정부가 신칭 구에서 진펑 구로 이전함으로써 진펑 구는 인촨 시의 행정 중심이 되었다.

## 행정 구역
5개 가도, 2개 진을 관할한다.
- 가도: 东街街道, 铁东街街道, 长城中路街道, 北京中路街道, 上海西路街道.
- 진: 良田镇, 丰登镇.